# Lobnoje mesto

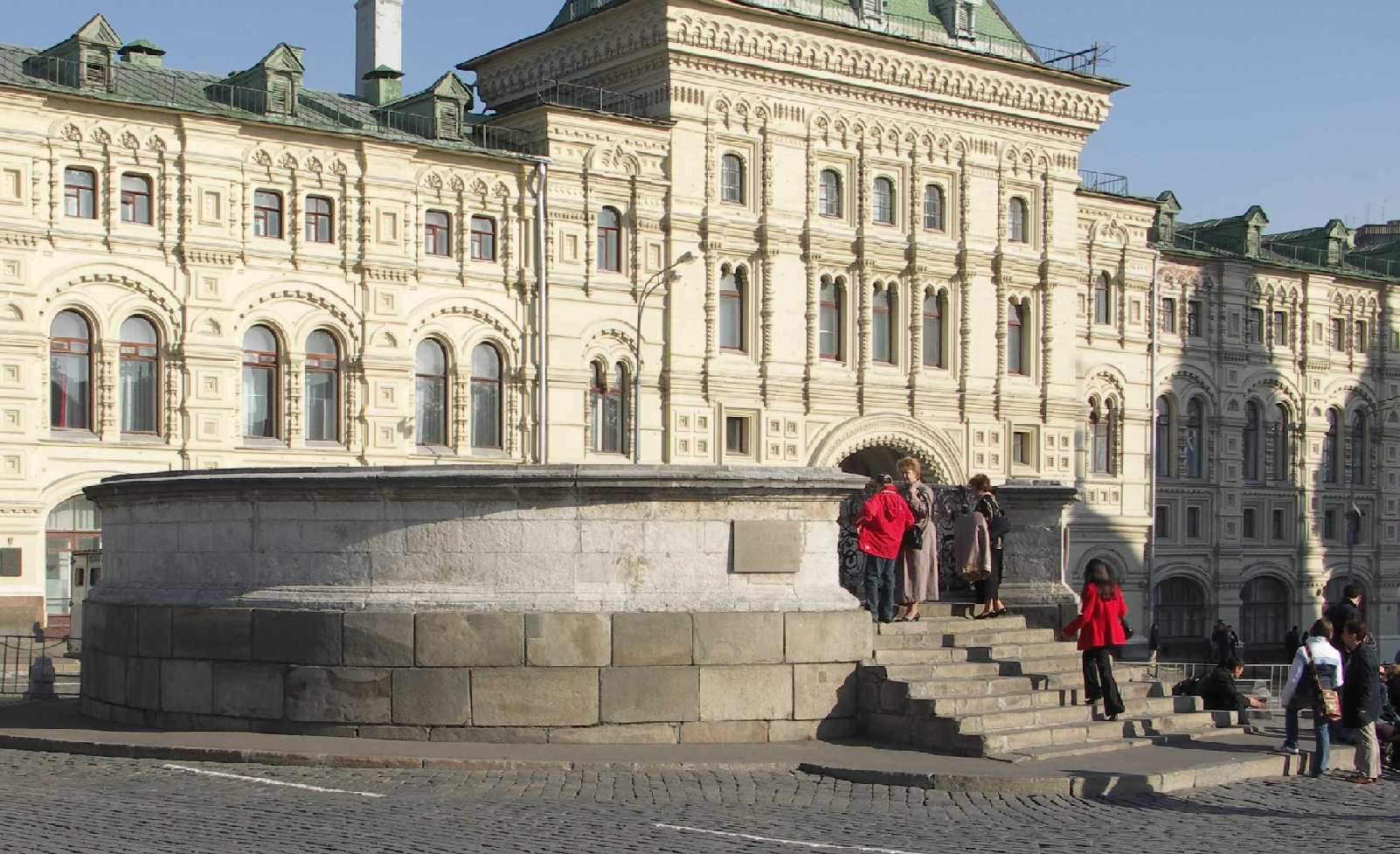
Lobnoje mjesto

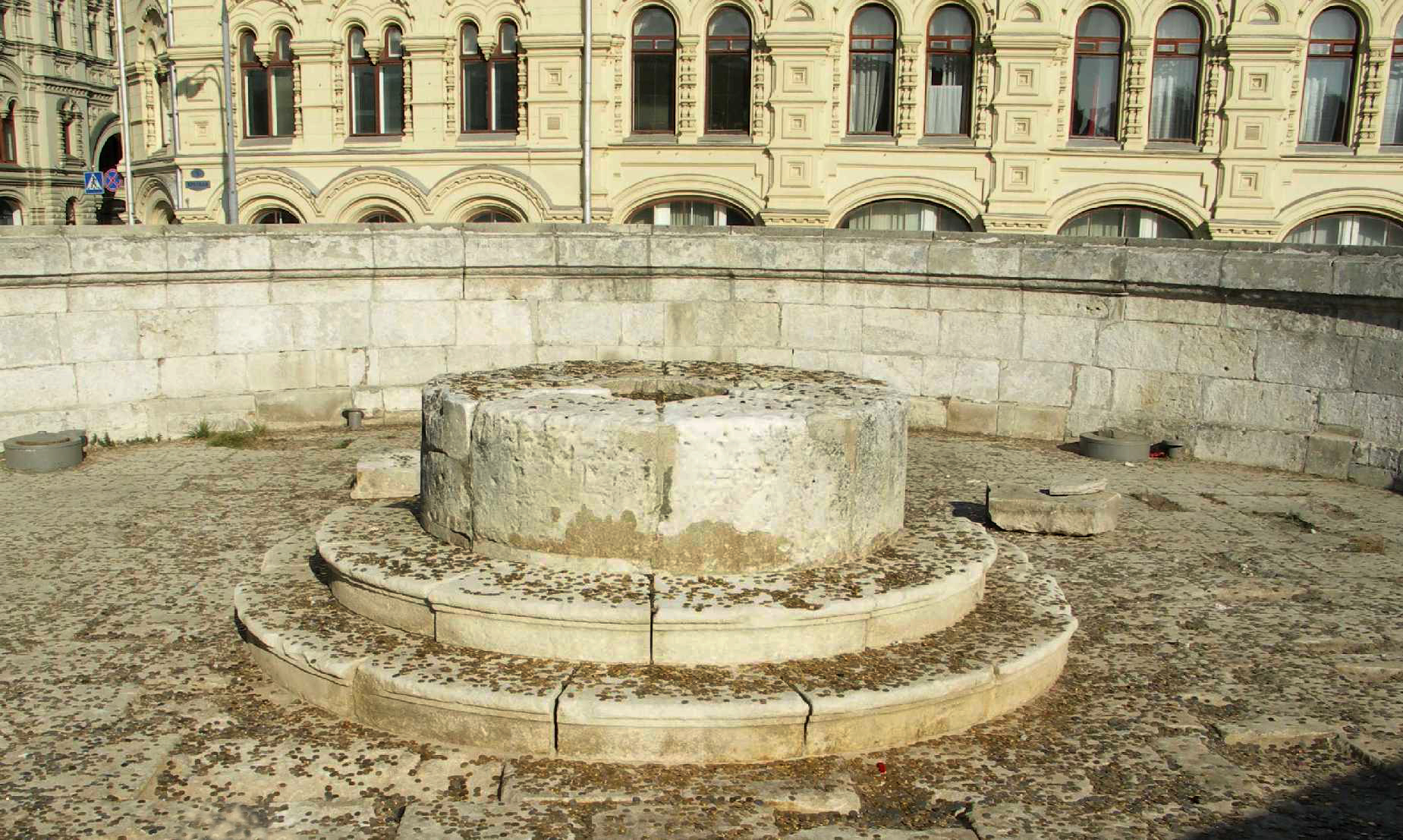
Innenansicht

Lobnoje mesto (russisch Лобное место) ist ein Baudenkmal der russischen Architektur auf dem Moskauer Roten Platz. Es handelt sich um eine runde erhöhte Terrasse, die von einer vollen Brüstung umgeben ist.
Die Herkunft der Benennung ist unklar. Nach weitverbreiteter Auslegung war es ein „Ort, wo man Köpfe abschlägt“ (russ. лоб = Stirn, место = Ort). Eine andere Variante wird aus der Altkirchenslawischen Sprache abgeleitet oder aus dem hebräischen Golgota – „Schädelberg“. 
Nach allgemeiner Ansicht war Lobnoje mesto der Ort eines Schafotts zur Köpfung Verurteilter. Tatsächlich wurden dort aber nur selten Todesurteile vollstreckt, viel öfter wurden dort die Erlasse des Zaren („Ukas“) verkündet. Ausnahmsweise wurden dort 1682 der Altorthodoxe Nikita Pustoswjat und 1698 die Mitglieder des Aufstandes der Schützen hingerichtet.
Das Lobnoje mesto wird auch mit dem Tatarenüberfall 1521 verknüpft, als der Großfürst Wassili III. die Bojaren zur Eintracht aufrief. Auf dem Lobnoje mesto wurden auch religiöse Zeremonien abgehalten.
Das heutige Aussehen ist ein Ergebnis des Umbaus 1786 nach dem Entwurf des Architekten Matwei Fjodorowitsch Kasakow. Die Terrasse ist durch eine Treppe mit elf Stufen erreichbar, der Eingang ist mit einer schmiedeeisernen Pforte geschlossen.
Am 1. Mai 1919 wurde auf dem Lobnoje mesto ein hölzernes Denkmal von Stenka Rasin errichtet.